# Are You Human?
Are You Human? (hangul: 너도 인간이니?; rr: Neodo Inganini?) é uma série de televisão sul-coreana exibida pela KBS2 de 4 de junho a 7 de agosto de 2018, estrelada por Seo Kang-joon e Gong Seung-yeon.

## Enredo
Nam Shin (Seo Kang-joon) é filho de uma família que dirige uma grande empresa. Depois de um acidente inesperado, ele entra em coma. Sua mãe Oh Ro-ra (Kim Sung-ryung) é uma autoridade em ciência do cérebro e inteligência artificial. Ela cria um andróide chamado Nam Shin III, que se parece com o filho dela. O andróide finge ser Nam Shin e ele tem um guarda-costas Kang So-bong (Gong Seung-yeon).

## Elenco

### Elenco principal
- Seo Kang-joon como Nam Shin / Nam Shin III[3]
- Gong Seung-yeon como Kang So-bong[4]
- Kim Sung-ryung como Oh Ro-ra[5]
- Lee Joon-hyuk como Ji Young-hoon[6]
- Park Hwan-hee como Seo Ye-na

### Elenco de apoio
- Yu Oh-seong como Seo Jong-gil
- Kim Hyun-sook como repórter Jo
- Park Young-gyu como Nam Gun-ho
- Kim Won-hae
- Kim Hye-eun
- Chae Dong-hyun

## Classificações
- Na tabela abaixo, os números azuis representam as mais baixas classificações e os números vermelhos representam as classificações mais elevadas.
- SC indica que o drama não se classificou nos 20 melhores programas diários nessa data

| Episódio | Data de transmissão original | Audiência média    | Audiência média              | Audiência média | Audiência média              |
| Episódio | Data de transmissão original | Classificação TNmS | Classificação TNmS           | AGB Nielsen     | AGB Nielsen                  |
| Episódio | Data de transmissão original | Em todo o país     | Região Metropolitana de Seul | Em todo o país  | Região Metropolitana de Seul |
| -------- | ---------------------------- | ------------------ | ---------------------------- | --------------- | ---------------------------- |
| 1        | 4 de junho de 2018           | 6.1%               | 6.3%                         | 5.2% (NR)       | 5.4% (NR)                    |
| 2        | 4 de junho de 2018           | 6.9%               | 7.2%                         | 5.9% (NR)       | 6.1% (NR)                    |
| 3        | 5 de junho de 2018           | 5.4%               | 5.6%                         | 5.0% (NR)       | 5.2% (NR)                    |
| 4        | 5 de junho de 2018           | 5.9%               | 6.1%                         | 5.3% (NR)       | 5.5% (NR)                    |
| 5        | 11 de junho de 2018          | 5.5%               | 5.7%                         | 5.4% (NR)       | 5.6% (NR)                    |
| 6        | 11 de junho de 2018          | 7.0%               | 7.2%                         | 6.3% (NR)       | 6.5% (NR)                    |
| 7        | 12 de junho 2018             | 8.0%               | 8.3%                         | 7.7% (6th)      | 7.4% (4th)                   |
| 8        | 12 de junho 2018             | 9.6%               | 9.7%                         | 9.9% (3rd)      | 9.8% (2nd)                   |
| 9        | 18 de junho de 2018          | 5.2%               | 5.4%                         | 5.5% (19th)     | 5.7% (NR)                    |
| 10       | 18 de junho de 2018          | 5.2%               | 5.5%                         | 5.0% (NR)       | 5.3% (NR)                    |
| 11       | 25 de junho de 2018          | 5.0%               | 5.2%                         | 4.6% (NR)       | 4.8% (NR)                    |
| 12       | 25 de junho de 2018          | 5.7%               | 5.9%                         | 5.3% (NR)       | 5.4% (NR)                    |
| 13       | 3 de julho de 2018           | 5.2%               | 5.4%                         | 4.8% (NR)       | 5.0% (NR)                    |
| 14       | 3 de julho de 2018           | 6.4%               | 6.8%                         | 5.9% (NR)       | 6.1% (NR)                    |
| 15       | 3 de julho de 2018           | 5.2%               | 5.3%                         | 4.8% (NR)       | 4.9% (NR)                    |
| 16       | 3 de julho de 2018           | 4.6%               | 4.8%                         | 4.2% (NR)       | 4.4% (NR)                    |
| 17       | 9 de julho de 2018           | 4.7%               | 4.9%                         | 4.3% (NR)       | 4.4% (NR)                    |
| 18       | 9 de julho de 2018           | 5.5%               | 5.7%                         | 5.2% (NR)       | 5.5% (NR)                    |
| 19       | 10 de julho de 2018          | 5.0%               | 5.3%                         | 4.6% (NR)       | 4.8% (NR)                    |
| 20       | 10 de julho de 2018          | 5.9%               | 6.0%                         | 5.5% (NR)       | 5.6% (NR)                    |
| 21       | 16 de julho de 2018          | 4.8%               | 4.9%                         | 4.4% (NR)       | 4.5% (NR)                    |
| 22       | 16 de julho de 2018          | 5.5%               | 5.6%                         | 5.1% (NR)       | 5.3% (NR)                    |
| 23       | 17 de julho de 2018          | 4.7%               | 4.8%                         | 4.4% (NR)       | 4.7% (NR)                    |
| 24       | 17 de julho de 2018          | 5.8%               | 6.1%                         | 5.4% (19th)     | 5.2%                         |
| 25       | 23 de julho de 2018          | 5.3%               | 5.1%                         | 4.6% (NR)       | 4.4% (NR)                    |
| 26       | 23 de julho de 2018          | 6.2%               | 5.9%                         | 5.6% (19th)     | 5.5%                         |
| 27       | 24 de julho de 2018          | 6.4%               | 6.2%                         | 5.0% (20th)     | 4.8% (NR)                    |
| 28       | 24 de julho de 2018          | 7.7%               | 7.4%                         | 6.0% (17th)     | 5.3% (20th)                  |
| 29       | 30 de julho de 2018          | 5.1%               | 4.5%                         | 4.7% (NR)       | 4.3% (NR)                    |
| 30       | 30 de julho de 2018          | 5.7%               | 5.4%                         | 5.9% (18th)     | 5.5% (NR)                    |
| 31       | 31 de julho de 2018          | 5.2%               | 4.8%                         | 5.2% (NR)       | 4.9% (NR)                    |
| 32       | 31 de julho de 2018          | 6.0%               | 5.5%                         | 6.0% (13th)     | 5.7% (18th)                  |
| 33       | 6 de agosto de 2018          | 6.8%               | 6.5%                         | 5.0%            | 4.7%                         |
| 34       | 6 de agosto de 2018          | 6.2%               | 5.9%                         | 5.3%            | 5.1%                         |
| 35       | 7 de agosto de 2018          | 6.3%               | 6.4%                         | 6.5% (13th)     | 6.7% (10th)                  |
| 36       | 7 de agosto de 2018          | 7.6%               | 7.7%                         | 7.8% (7th)      | 7.9% (6th)                   |
| Média    | Média                        | 5.9%               | 6.0%                         | 5.5%            | 5.5%                         |

- Episódios 09 e 10 exibidos mais tarde do que o habitual em 18 de junho devido à cobertura de uma partida do Grupo F da Copa do Mundo FIFA de 2018 entre a Coréia do Sul e a Suécia.
- Os episódios 11 e 12 não foram exibidos no dia 19 de junho devido à cobertura de um jogo do Grupo H da Copa do Mundo FIFA de 2018 entre a Colômbia e o Japão.
- Os episódios 13 e 14 não foram exibidos em 26 de junho devido à cobertura de um jogo do Grupo C da Copa do Mundo FIFA de 2018 entre a Dinamarca e a França.
- Os episódios 13 e 14 não foram exibidos em 2 de julho devido à cobertura de uma partida da Copa do Mundo FIFA de 2018 entre o Brasil e o México. Os episódios exibidos consecutivos em 3 de julho.